# Journal de Trévoux
Journal de Trévoux, formálně Mémoires pour l'Histoire des Sciences & des beaux-Arts, ale často nazývaný Mémoires de Trévoux, byl vlivným akademickým časopisem, který vycházel měsíčně ve Francii mezi lednem 1701 a prosincem 1782. Časopis publikoval kritické recenze současných knih a článků s širokou škálou témat, většinou non-fikce. Většina autorů byla členy Tovaryšstva Ježíšova (jezuité), ačkoliv na své spojení s řádem neupozorňovali. Když však došlo k otázkám náboženství, morálky nebo politiky, neutrální nezůstávali. 

## Historie
Časopis byl založen Louisem Augustem, vévodou z Maine a vládcem knížectví Dombes, aby umožnil diskusi o tom, co se děje v literárním světě, a aby pevně bránil katolické náboženství. Zadal jeho redakci jezuitům a do roku 1702 vycházel měsíčně.  Během prvních třiceti let jeho existence (1701 - 1731), byl žurnál de Trévoux vydáván u Trévoux (tehdy hlavní město Dombes, nyní předměstí Lyonu ), v římskokatolické diecézi Belley-Ars . 
Zakladatelem byl jezuitský teolog a filozof René-Joseph Tournemine (1661–1739). V roce 1703 publikoval v časopise svůj článek Conjectures on Union of the Soul and Body, v němž podporoval názory Gottfrieda Wilhelma Leibnize .  Časopis byl v politických a náboženských tématech vnímán jak zaujatý kvůli jeho spojení s jezuity.  Memoires de Trevoux inspiroval vznik podobných konkurenčních časopisů, ale žádný dlouho nepřežil. V 1733 vévoda Maine, unavený neustálými stížnostmi, přestal jeho vydávání zaštitovat. Jeho vydávání bylo přesunuto do Paříže, kde pokračovalo až do vyhoštění jezuitů v roce 1762. 
Mezi přispívajícími autory byli Pierre Brumoy, François Catrou, jeden ze zakládajících autorů a jeden z nejplodnějších přispěvatelů za dvanáct let; Noël-Étienne Sanadon, překladatel Horace a student starověku; a René-Joseph Tournemine, učenec, jehož vznešenost a čistotu jazyka chválil Voltaire.  Od roku 1737 do roku 1745 byl šéfredaktorem P. de Charlevoix, dřívější misionář v Kanadě.  Po něm šéfredaktorství převzal Guillaume-François Berthier, jeden z autorů několika svazkové Histoire de l'église Gallicane, který zastával tento post do roku 1762 a velmi k přispěl k rozšíření dosahu časopisu. V roce 1762 byli jezuité z Francie vyhoštěni a Berthier okamžitě rezignoval. Několik dalších editorů se snažilo udržet jej v chodu, ale v roce 1777 už počet předplatitelů klesl k 200.  Časopis byl přejmenován na Journal de Littérature, des Sciences et des Arts, jeho poslední číslo vychází v roce 1782.

## Filozofie
Kritika v časopise byla obecně solidní, inteligentní, neutrální a v dobrém vkusu, napsaná vzdělanými autory, kteří se vyhýbali excesům, dokonce i v kritice svých nepřátel, jako byl např. Voltaire . Recenze byly elegantně napsané a udržovaly chladný a zdvořilý tón, obvykle se vyhýbaly osobním útokům.  Berthier obvykle vyjadřoval své názory klidně a jasně a udával solidní tón, který posílil časopisu jeho autoritu. Časopis také zahrnoval vědecké a technické předměty, které nesouvisely s radikálnějšími politickými a sociálními koncepty té doby, což vyvolávalo dojem nezávislosti na vládním tlaku.  Časopis podporoval kosmopolitní náhled na kulturu na rozdíl od úzce nacionalistického. Rovněž také zastával osvícený pohled na vědu, včetně víry v empirismus. 
Časopis však napadal spisy filozofů, kteří napadli náboženství.  Časopis zveličoval negativní důsledky, které vyplývaly z přesvědčení filozofů, které by zničilo veřejnou morálku.  Katolickou ortodoxii bral časopis jako přijatou pravdu, s náboženskými spisy zacházel s velkou úctou.  Rovněž osobně útočil na materialisty, které považoval dokonce za nebezpečnější než encyklopedisty . 